# ریخته‌گری پیوسته افقی
ریخته‌گری پیوسته افقی یکی از انواع ریخته‌گری‌های پیوسته می‌باشد. همچنین این نوع ریخته‌گری زیرمجموعه ریخته‌گری‎های پیوسته با قالب ثابت می‌باشد.همانگونه که از نام این ریخته‌گری پیداست، این نوع ریخته‌گری به صورت پیوسته انجام می‌شود و ماده ریخته‌شده به صورت افقی از قالب خارج می‌شود.
بیشترین استفاده از ریخته‌گری پیوسته افقی شامل، ریخته‌گری در قالب‌های ساکن همراه با قالب‌های گرافیتی که با آب خنک می‌شوند،ریخته‌گری در ریخته‌گر غلطکی دوقلو و ریخته‌گری در ریخته‌گر تسمه‌ای دوقلو،می‌باشد.

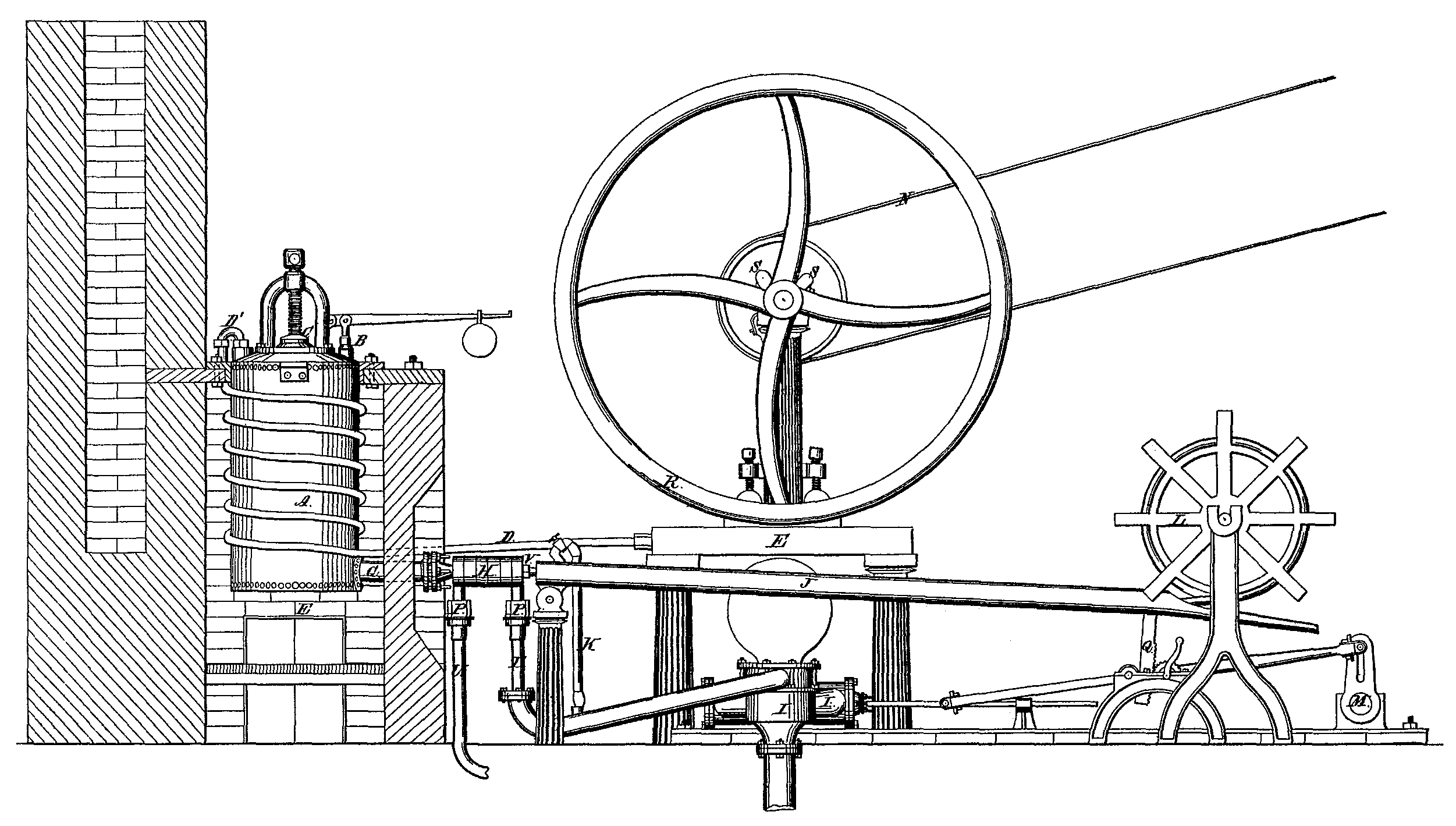
نقشه یک ماشین ریخته‌گری پیوسته افقی

برتری عمده ریخته‌گری پیوسته افقی نسبت به ریخته‌گری پیوسته عمودی شامل عبارت‌های زیر می‌باشد:
- سرمایه‌گذاری ابتدایی کمتری برای نصب و راه‌اندازی تجهیزات نیاز می‌باشد.(با ابعاد یکسان)
- هماهنگی و ارتباط بهتر با سایر فرایندهای ساخت و تولید (شامل تغذیه و اضافه‌کردن مواد اولیه ، گردش ، عملیات حرارتی ، ذخیره محصولات)
- ساده و آسان‌تر بودن فعالیت برای کارمندان و پرسنل

ماشین ریخته‌گری پیوسته افقی بیشتر برای ریخته‌گری آلیاژهای غیر آهنی استفاده می‌شود.

## برداشت و خارج‌کردن محصول در ریخته‌گری پیوسته افقی[۳]
عملیات خارج کردن در ریخته‌گری پیوسته افقی بدون معیوب‌شدن سطح و یا شکستن نیاز به عوامل زیر دارد:
- نرخ خنک‌کاری بالا برای سطح‌های قوی و ضخیم تا اصطکاک باعث از بین رفتن سطح نشود.
- کیفیت گرافیت استفاده‌شده در قالب باید به گونه‌ای باشد که با انتقال حرارت بالا هم نرخ خنک‌کاری را بالا ببرد و هم اصطکاک را کاهش دهد.
- تفاوت حرارتی بین ماده مذاب و جامد اگر زیاد باشد باعث می‌شود که در ناحیه خمیری حین استخراج پارگی رخ دهد.
- حضور خیس‌کننده برای گرافیت و راه‌های منتهی به ابتدای قالب تا باعث کاهش اصطکاک شود.

### ساختارهای برداشت و استخراج محصول در ریخته‌گری پیوسته افقی:[۳]
1. استخراج پیوسته:این روش بیشتر برای آلیاژهایی استفاده می‌شود که دمای انجماد پایینی دارند ( همانند فلزهای خالص) ، و همچنین در این روش نرخ خنک‌کاری بالا می‌باشد.
2. استخراج ناپیوسته همراه با توقف:این ساختار برای ریخته‌گری با نرخ خنک‌کاری پایین استفاده می‌شود. چرخه‌ی استخراج شامل یک توقف است.درحین توقف قسمتی از ماده مذاب حین ورود به قالب منجمد می‌شود که باعث ایجاد سطحی سخت می‌شود که در چرخه‌ی بعدی دچار عیب نشود.
3. استخراج ناپیوسته همراه با یک مرحله معکوس: در آلیاژهایی که دمای انجماد گسترده‌ای دارند از این روش استفاده می‌شود.سطح شکل گرفته حین توقف استحکام لازم را ندارد، بنابراین در چرخه بعدی امکان دارد پارگی رخ دهد. این مرحله معکوس و به دنبال آن، حرکت رو به جلو، این پارگی را از بین می‌برد.
4. استخراج ناپیوسته همراه با دو مرحله معکوس: این روش برای ریخته‌گری آلیاژهایی استفاده می‌شود که مواد تشکیل‌دهنده آن‌ها به گونه‌ای است که در هنگام عبور از قالب گرافیتی ، این مواد میکروسکوپی به درون قالب نفوذ می‌کنند و باعث ایجاد چسبندگی میان سطح قالب و آلیاژ می‌شوند.مرحله دوم معکوس بعد از توقف انجماد انجام می‌شود که این چسبندگی را از بین ببرد.بعد از این مرحله دوم بلافاصله حرکت به جلو اتفاق می‌افتد

## خنک‌کاری در ریخته‌گری پیوسته افقی[۳]
سیستم خنک‌کاری ریخته‌گری پیوسته افقی دو مرحله کلی دارد:
1. خنک‌کاری اولیه: خنک کردن ابتدایی  فلز در حال انجماد توسط دیوار قالب انجام می‌گیرد.
2. خنک‌کاری ثانویه: خنک کردن فلز خارج شده از قالب توسط تماس مستقیم با بخار آب یا هوا انجام می‌گیرد.این مرحله همواره وجود ندارد و در بعضی مواقع نیاز به این مرحله نیست.نوارهای نازک و آلیاژهای حساس به تنش‌های حرارتی بدون خنک‌کاری ثانویه ریخته می‌شوند.

هنگام خنک‌کاری با آب (ابتدایی و ثانویه) ، نرخ انجماد فراهم‌شده در ریخته‌گری پیوسته بیشتر از سایر روش‌های ریخته‌گری می‌باشد ، بنابراین در ریخته‌گری پیوسته شباهت بیشتری وجود دارد و در این ریخته‌گری ساختار الگویی بهتر می‌باشد. همچنین در این ریخته‌گری‌ها جزئیات مکانیکی بهبود بخشیده شده‌اند.

## ریخته‌گری پیوسته افقی در قالب‌های گرافیتی[۳]
قالب‌های گرافیتی بیشتر در ریخته‌گری پیوسته افقی استفاده می‌شوند.همچنین یکی از کاربردهای قالب‌های گرافیتی ریخته‌گری آلومینیوم است که پایه‌ی آلیاژهای یاتاقان‌ها می‌باشد.

### ویژگی‌های ریخته‌گری پیوسته افقی در قالب‌های گرافیتی
- خیس‌شدن قطعه و یا محصول پایین و کم می‌باشد.
- انتقال حرارت در این ریخته‌گری بالا می‌باشد.
- ضریب رشد حرارتی در ریخته‌گری پیوسته افقی در قالب‌های گرافیتی پایین می‌باشد.
- قابلیت کنترل شوک حرارتی بالا می‌باشد.
- در این ریخته‌گری خودروانکاری وجود دارد.
- استحکام مکانیکی محصول بدست آمده در ریخته‌گری پیوسته افقی در قالب‌های گرافیتی بالا می‌باشد.
- قابلیت ماشین‌کاری محصول بدست آمده در این ریخته‌گری بالا می‌باشد.

### خنک‌کاری در ریخته‌گری پیوسته افقی در قالب‌های گرافیتی
خنک‌کاری در ریخته‌گری پیوسته افقی در قالب‌های گرافیتی شامل سیستم‌های زیر می‌باشد:
1. خنک‌کاری مستقیم قالب‌ها با آب:در این قالب‌ها سطح با بخار آب پوشیده می‌شود.این خنک‌کاری به این دلیل تاثیرگذار است که فاصله‌ی هوایی بین سطح  قالب و خنک‌کننده‌ها حذف میشود.نرخ خنک‌کاری بالای بدست‌امده در این خنک‌کاری باعث می‌شود که بتوانیم هم از قالب‌های کوتاه‌تر استفاده کنیم و هم به نرخ برداشت محصول بالاتر دست پیدا کنیم.شکل‌دهی سریع این قالب‌ها در بسیاری از موارد این امکان را به ما می‌دهد تا در یک ساختار پیوسته و بدون نیاز به متوقف شدن و یا برگشت مراحل، ماده ریخته‌شده را از میان قالب به بیرون بکشیم.در این خنک‌کاری ساختار زیر ذره‌بینی محصول بسیار خوب و همگن می‌باشد. همچنین معایب این روش خنک‌کاری شامل ،لایه سطحی ضخیم معیوب که نیاز به ماشین‌کاری دارد، تنش حرارتی بالا ایجاد شده توسط نرخ خنک‌کاری بالا و سیستم چرخشی آب نامناسب نیز می‌باشد.
2. خنک‌کاری توسط بلوک‌های مسی خنک‌شده با آب:نرخ خنک‌کاری در این روش با توجه به فاصله هوایی ایجاد شده میان سطح قالب و بلوک‌های مسی پایین می‌باشد.قالب‌ها در این روش نسبت به خنک‌کاری مستقیم بلندتر می‌باشند.سطح نازک و ضعیف ایجاد شده روی ماده در این روش، امکان دارد با توجه به تماس اصکاکی که با سطح قالب گرافیتی دارد،از بین برود، بنابراین برخلاف روش قبلی،برای بیرون کشیدن ماده ریخته‌شده ، در این روش نیاز به توقف و برگشت مراحل داریم.نرخ خنک‌کاری پایین و سیستم غیرپیوسته موجود در بیرون کشیدن ماده در این روش خنک‌کاری باعث ایجاد ساختار زیر ذره‌بینی ناهمگن می‌شود.
3. قالب‌های گرافیتی متصل به کوره نگهدارنده یا تاندیش:در این حالت قالب به یک ظرف نگهدارنده ، که از طریق یک حلقه ماده مذاب را به صورت پایدار برای ریخته‌گری عبور می‌دهد،متصل است.این حلقه باید با قالب مطابقت داشته باشد.معایب این ساختار قالب،عقب برگشتن احتمالی انجماد(انجماد فلز در حلقه) به خارج فضای قالب، در حین توفق‌های اجباری فرایند خارج‌کردن،می‌باشد.
4. غرق کردن قالب گرافیتی: ابتدای قالب در فضای ظرف نگهدارنده برجسته شده است و در داخل ماده مذاب غرق شده است.این کار باعث می‌شود که هرموقع نیاز به توقف فرایند خارج‌کردن بود،این امکان فراهم شود و بعد بعد از آن دوباره فرایند شروع شود.

## ریخته‌گری پیوسته افقی برای اکستروژن شمش‌ها[۴]
از ریخته‌گرهای پیوسته افقی برای اکستروژن شمش‌ها استفاده می‌شود تا کیفیت بالاتری از محصول حاصل شود.از این دستگاه‌ها برای ریخته‌گری آلیاژهای مس مثل آلیاژهای برنجی،مس-نیکل و فسفر دی اکسید مس استفاده می‌شود.در این ریخته‌گرها حتی در صورت خودکارکردن گسترده تجهیزات نیز،نیاز به نیروی انسانی می‌باشد.

## ریخته‌گری پیوسته افقی برای تولید نوارها[۴]

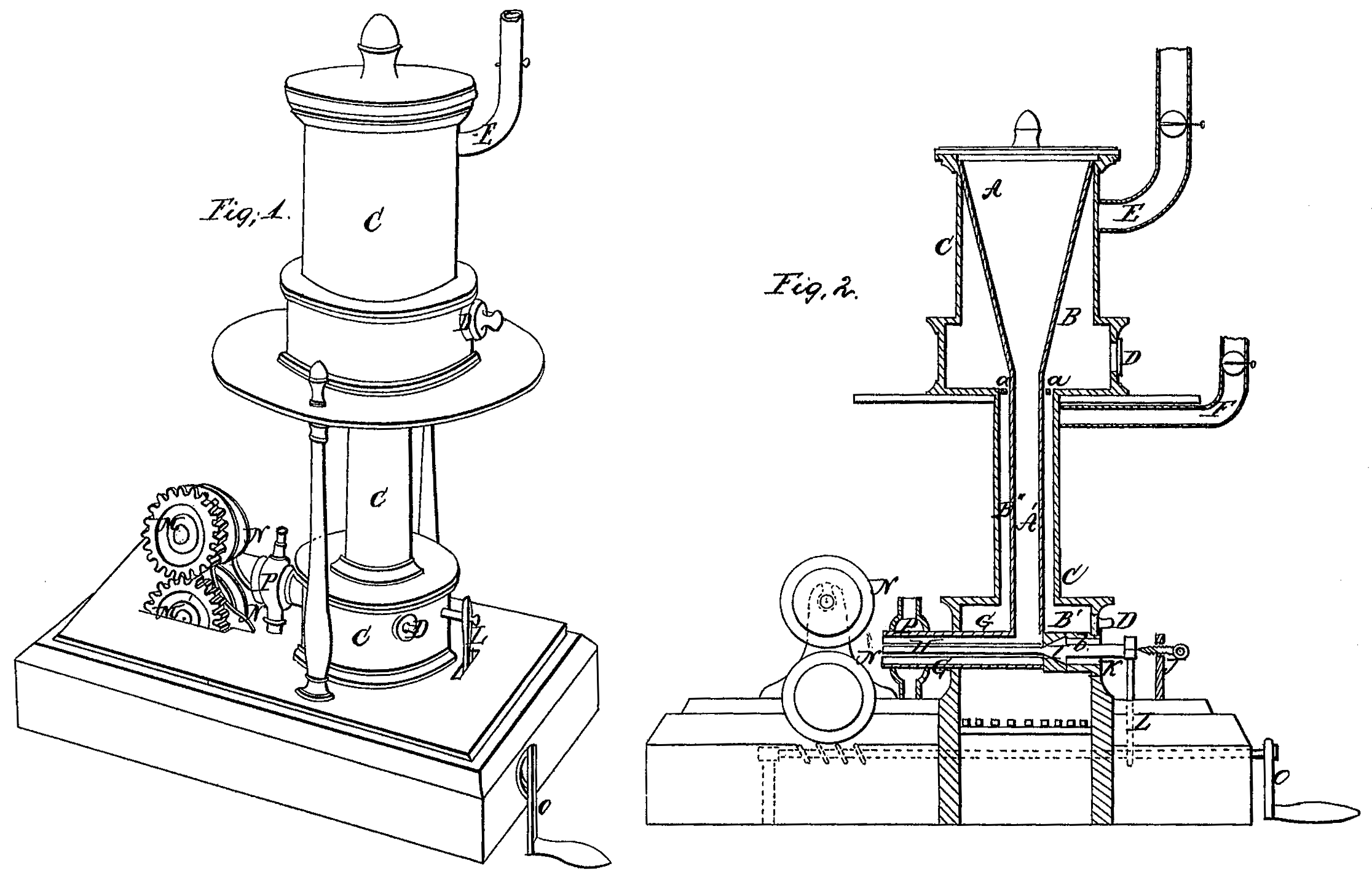
نقشه یک ماشین ریخته‌گری پیوسته افقی برای ریخته‌گری قلع

ریخته‌گرهای پیوسته افقی میتوانند نوارهایی به ضخامت 10 تا 20 میلی‌متر و به طول 1050 میلی‌متر تولید کنند. از این ریخته‌گرها میتوان برای ریخته‌گری فلزاتی همچون برنز،برنج و آلیاژهایی همچون نیکل-نقره،مس-نیکل،قلع-آلومینیوم و دیگر آلیاژها استفاده کرد.